# Вігіли
Вігіли (лат. Vigiles Urbani, укр. Сторожі міста) або (лат. Cohortes Vigilum, укр. Когорти вартових) – люди, що виконували функції пожежників та поліції в Стародавньому Римі.

## Історія
Triumviri nocturni (нічні тріумвіри) були першими людьми, будучи приватними  рабами, організованими в групу, яка боролася з поширеними проблемами вогню та пожеж у Римі. Іншою організацією, присвяченою боротьбі з пожежами в Стародавньому Римі, була група рабів на чолі з едилом  Марком Егнатієм Руфом. Приватна система стала неефективною, тому в інтересах збереження себе та Риму в безпеці Август  створив нові державні протипожежні сили, які назвали вігіліями. Август створив нових пожежників за зразком пожежної бригади Александрії, Єгипет. Вігіли також були відомі під своїм прізвиськом Спартолі або «маленькі ковшеві хлопці», яке вони отримали через відра, в яких вони носили воду, які були зроблені з мотузки, запечатаної смолою.
У 6 році н.е. Август стягнув 4% податок на продаж рабів і використав отримані кошти для створення нової сили. Перші загони вігілів були під командуванням едилів і вікомагістрів. Вігілів було лише 6000, і всі вони були рабами. У 22 р. н. е. ними командував  префект вігілів (лат. praefectus vigilum), який мав ранг вершника, і subpraefectus, і вони були поділені на сім когорт під командуванням трибуна . Зазвичай трибуни починали свою кар'єру з командування загоном вігілів. Кожна когорта була поділена на сім центурій, кожна з яких складалася з 70–80 чоловік під командуванням центуріона. Кожна когорта патрулювала два з чотирнадцяти адміністративних районів міста. Вігілії на цей час складалися з вільновідпущеників . У 205 році н.е. чисельність когорт збільшилась вдвічі.
Вігіли також виконували роль нічної варти, стежачи за грабіжниками та полюючи на рабів-утікачів, а іноді їх використовували для підтримки порядку на вулицях. Їхній найвідоміший префект, Невій Суторій Макрон, змінив Луція Елія Сеяна на посаді префекта преторіанської гвардії після того, як його люди були використані імператором  Тиберієм , щоб повернути контроль над містом у солдатів Сеяна.
Під час Великої пожежі в Римі  вігіли взялися грабувати місто, а не дотримуватись закону та боротися з пожежами.
Вігіли втратили свій статус незалежної одиниці та перейшли під владу преторіанських префектів  десь на початку 3 століття.

## Організація
На початку корпус мав труднощі з набором людей. Щоб спонукати чоловіків вступати на службу, у 24 році н.е. був прийнятий Lex Visellia, який надавав повне  римське громадянство та бонусну грошову стипендію для  вігілів після шести років служби. У II столітті громадянам також дозволили вступати на військову службу.
Вігіли розміщувалися в бараках і патрулювали вулиці, особливо вночі, виявляючи будь-яку пожежу без нагляду. Кожен господар зобов'язаний був мати інвентар для гасіння пожежі, а самі чоловіки були споряджені насосами, відрами, гаками (для витягування горілого), кирками, мотигами та сокирами. Вони також використовували балісти для знесення палаючих будинків і створення протипожежних смуг. Вони навіть мали власну медичну підтримку (medici), з чотирма лікарями, прикріпленими до кожної когорти, і власними капеланами (victimarii). Сифонарій керував насосом, а водолій спостерігав за подачею води. Звичайних пожежників називали milites (воїни).
Вігіли були організовані в сім когорт  по 1000 чоловік у кожній. Когорти містили сім центурій . Центуріями керували центуріони , а когортою —  трибун. Командувачем вігілів був префект вігілів  . Центуріони вігіли часто ставали центуріонами міських когорт, а потім центуріонами преторіанської гвардії. Потім вони переходили до Легіонів, де могли досягти рангу Приміпіл. Префекта  також називали префектом варти. Префект був вершником, призначеним імператором для командування сімома когортами. Це не було особливо затребуваною посадою до 3 століття. Видатні юристи  з юридичною освітою починали служити префектом, щоб виконати повноваження суддів офісу. Як суддя, префект виносив у своєму суді рішення щодо звичайних злодіїв, спійманих уночі. Згодом префект отримав також юрисдикцію  над дрібними злочинами вдень. Згідно з Юстиніаном, у разі більш серйозних злочинів рішення приймав префект міста (лат. praefectus urbi), «якщо злочинець є особою такого розбійницького та ганебного характеру... справа передається префекту міста». Часто Praefectus Vigilum ставав префектом преторіанської гвардії .
Крім посади префекта, вігіли мали ранги, подібні до військових. Хоча деякі терміни служби могли тривати понад двадцяти років, більшість рангів були набагато коротшими. Оскільки вігіли ніколи не досягали престижу преторіанської гвардії чи міських когорт, служба в корпусі зазвичай була лише засобом досягнення більш почесних і прибуткових посад.
Один із відомих префектів, Плацидіан, був поставлений на чолі експедиційного корпусу, відправленого до Галлії Клавдієм II (Готським)  в 269 році н.е., щоб захистити нижню долину Рони від так званої Галльської імперії . Це єдиний відомий випадок, коли власник цієї посади отримав значне командування за межами Риму. Невідомо, чи входили до його складу вахти з міста.
Невідомо, чи мав префект вігілів свою штаб-квартиру в будь-якій із зазначених вище станцій, чи він мав цілком окрему префектуру. Якщо він пов’язаний з однією з казарм, то, швидше за все, це була казарма I когорти на Віа Лата. 

## Обов'язки

### Боротьба з пожежами
Кожна когорта була оснащена стандартним протипожежним обладнанням. Сіфон, або пожежна машина, тягнулась кіньми і складалася з великого насоса подвійної дії, який був частково занурений у резервуар з водою. Вігіли, яких називали акваріумами, повинні були мати точні знання про те, де знаходиться вода, і вони також створювали  людський ланцюг, щоб доставляти воду до вогню. Вогонь намагалися загасити, накриваючи його клаптевими ковдрами (центонами), змоченими водою. Є навіть докази того, що використовувалися хімічні методи пожежогасіння, кидаючи у вогонь речовину під назвою ацетум. У багатьох випадках найкращим способом запобігти поширенню полум'я було знесення палаючої будівлі за допомогою гаків і важелів. Під час пожеж у багатоповерхових будинках на землі розкладали подушки та матраци, на які люди могли стрибати з верхніх рівнів.
Головним обов'язком вігілів було забезпечення профілактичних заходів проти пожеж. Відповідне протипожежне обладнання потрібне було в кожному будинку.  Зведення Юстиніана постановляє, що вігілам «наказано нагадувати кожному, щоб запас води був готовий у його горішній кімнаті». Хоча вігіли мали лише повноваження консультувати, їхні рекомендації часто дотримувалися, щоб уникнути наслідків за недбалість. Тілесне покарання було найпоширенішим покаранням за недбалість згідно з Кодексом Юстиніана, «якщо люди приділяли недостатню увагу своєму вогню, префект... наказує їх бити». 
Під час Великої пожежі в Римі  в 64 році н. е. більше третини Риму було знищено полум'ям. Молодий імператор Нерон допоміг вігілам в боротьбі з полум'ям. Ходили чутки, що вігіли навмисно дозволили спалити місто за наказом Нерона, який пізніше побудував свій палац на землі, очищеній від пожежі. Не дивлячись на це, Нерон прийняв закони проти пожежної безпеки після Великої пожежі, щоб уникнути подальших пожеж. Ці закони вимагали більшого доступу населення до води та забороняли будівлям мати спільну стіну.

### Поліція
Починаючи приблизно з 27 р. до н. е., Август додав вігілам поліцейські функції, щоб врівноважити міський натовп, який лютував протягом останніх днів республіки.
Крім гасіння пожеж, вігіли були нічною вартою Риму . В їхні обов’язки входило затримання злодіїв і грабіжників і захоплення втікачів-рабів  . Завдання охорони лазень було додано як обов'язок вігілів під час правління  Александра Севера, коли лазні залишалися відкритими вночі. Вони займалися переважно дрібними злочинами та виявляли порушення спокою під час патрулювання вулиць. Підбурюванням, заворушеннями та насильницькими злочинами займалися міські когорти і (меншою мірою) преторіанська гвардія, хоча вігіли могли надати допоміжну роль у цих ситуаціях. Вігіли не вважалися парамілітарним підрозділом.

## Казарми
Перші вігіли конфісковували приватні будинки та будівлі, щоб використовувати їх як свої командні пункти. Лише в середині 2 століття офіційні станції були побудовані спеціально для використання вігілами. На початку 3-го століття підстанції (excubitoria), які містили від сорока до п'ятдесяти чоловік, були побудовані для розміщення в місті, що розширювалося, і прилеглих передмість.
Розташування чотирьох із семи станцій або казарм когорти було визначено досить точно:
- I когорта: на східній стороні Віа Лата  навпроти Септи;
- III Когорта: На Віміналі;
- IV Когорта: Біля терм Каракалли;
- V когорта: на пагорбі Целій поблизу нинішнього місця св. Марії в Домніці.
- VII когорта, ймовірно, розміщувалась на станції, попередньо визначеній поблизу Еміліанського мосту .

Як вже згадувалося - в інших місцях, загони сторожів були розміщені в Остії і порту, а підстанції були по всьому місту. Які заходи були зроблені для охорони передмість міста, невідомо. (Безумовно, після урядових реформ Діоклетіана юрисдикція префекта міста поширювалася аж до східного узбережжя і на 160 км у кожному напрямку. Це може означати, що його підлеглий, префект вігілів, ніс відповідну відповідальність.) 